# NNTP
NNTP (англ. Network News Transfer Protocol) — представляет собой сетевой протокол  распространения, запрашивания, размещения и получения групп новостей при взаимодействии между сервером групп новостей и клиентом.

## Введение
NNTP — протокол, разработанный для обмена сообщениями в телеконференциях.
По строению этот протокол во многом схож с протоколом приёма и передачи электронной почты SMTP.
Существует вариация протокола NNTP, называемая NNRP (Network News Readers Protocol). Она отличается только набором поддерживаемых команд, и предназначена для чтения конференций с сервера новостей клиентским ПО в режиме онлайн. Функционально NNTP ориентирован на то, что статьи отправляются подписчикам при их появлении на сервере, а NNRP — по запросу клиента. Соответственно, NNTP используется для обмена сообщениями между серверами новостей, а NNRP — для чтения сообщений с ньюссервера и создания новых сообщений.
За NNTP закреплён TCP-порт 119. При подключении к NNTP-серверу по SSL (т. н. NNTPS) используется порт 563.
NNTP предполагает, что серверы новостей имеют постоянное IP-подключение. Когда онлайн-технологии были менее распространены, серверы новостей обменивались новостями посредством uucp.
Протокол NNTP, как и SMTP, является текстовым, то есть все команды и ответы на них являются обычными текстовыми строками. Важной особенностью протокола NNTP является его эффективность в случае сложных графов связей между серверами новостей. Чтобы одно и то же сообщение не передавалось многократно, обычно отправляющий сервер сначала сообщает идентификатор нового сообщения, а само сообщение отправляет только после подтверждения принимающей стороны о том, что этого сообщения там ещё нет. В случае расширения stream NNTP эта концепция развивается ещё дальше: отправляющая сторона шлёт список идентификаторов новых статей, не дожидаясь ответа на каждый из них, и сами статьи, если принимающая запросила их по идентификаторам.
Часто серверы новостей держат постоянно открытыми одну или несколько NNTP-сессий, чтобы не открывать их каждый раз заново при получении новых сообщений.

## Пример NNTP-сессии
A: — отвечающая сторона, O: — вызывающая сторона
```
A: (ожидает соединения)
O: (Подключается к порту 119 сервера)
A: 200 news.company.tld InterNetNews server INN 2.3.0 ready
O: IHAVE <ident@message>
A: 435 Duplicate
O: IHAVE <ident@another.message>
A: 335
O: Newsgroups: test.group
O: Subject: test
O: Message-Id: <ident@another.message>
O: From: Some Persone <some@another.message>
O: Date: Wed, 25 Apr 2007 14:18:31 +0300
O:
O: message body
O: .
A: 235
O: QUIT
A: 205 .
A: (закрывает соединение)
```

## Клиенты групп новостей и серверы групп новостей
Иногда говорят «клиент групп новостей» вместо «NNTP-клиент». Следует понимать, что NNTP-клиенты поддерживают протокол NNTP не в полной мере, а лишь его вариацию NNRP. На сегодняшний день доступны следующие клиентские программы:
| Название               | Операционные системы | Операционные системы | Операционные системы | Операционные системы | Операционные системы | Интерфейс | Интерфейс | Примечание                                               |
| Название               | Microsoft Windows    | UNIX                 | Mac OS X             | Android              | iOS                  | ГПИ       | ТПИ       | Примечание                                               |
| ---------------------- | -------------------- | -------------------- | -------------------- | -------------------- | -------------------- | --------- | --------- | -------------------------------------------------------- |
| Claws Mail             | Да                   | Да                   | Да                   | ?                    | ?                    | Да        | Нет       | Форк Sylpheed. Работает также на Maemo.                  |
| en:Forté Agent         | Да                   | Нет                  | Нет                  | ?                    | ?                    | Да        | Нет       |                                                          |
| Gnus                   | Да                   | Да                   | Да                   | ?                    | ?                    | Да        | Да        | Расширение для Emacs.                                    |
| Wanderlust             | Да                   | Да                   | Да                   | ?                    | ?                    | Да        | Да        | Расширение для Emacs.                                    |
| en:KNode               | ?                    | Да                   | Да                   | ?                    | ?                    | Да        | Нет       | Входил в состав KDE до версии 4 включительно.            |
| Mozilla Thunderbird    | Да                   | Да                   | Да                   | ?                    | ?                    | Да        | Нет       | Есть сторонняя сборка под OS/2.                          |
| SeaMonkey              | Да                   | Да                   | Да                   | ?                    | ?                    | Да        | Нет       |                                                          |
| MyGate                 | Да                   | Нет                  | Нет                  | ?                    | ?                    | Да        | Нет       | Расширение для The Bat!.                                 |
| Opera Mail             | Да                   | Да                   | Да                   | ?                    | ?                    | Да        | Нет       | Входит в состав Opera.                                   |
| Outlook Express        | Да                   | Нет                  | Нет                  | ?                    | ?                    | Да        | Нет       | Есть версия под Mac OS 9.                                |
| en:Pan                 | Да                   | Да                   | Да                   | ?                    | ?                    | Да        | Нет       | Входит в состав GNOME.                                   |
| slrn                   | Да                   | Да                   | Да                   | ?                    | ?                    | Нет       | Да        | Работает также на иных платформах (BeOS, OS/2, OpenVMS). |
| Sylpheed               | Да                   | Да                   | Да                   | ?                    | ?                    | Да        | Нет       |                                                          |
| tin                    | Да                   | Да                   | Да                   | ?                    | ?                    | Нет       | Да        | Работает также под OpenVMS.                              |
| PiaoHong.Usenet.Client | Нет                  | Нет                  | Нет                  | Да                   | Нет                  | Да        | Нет       | Есть платная версия                                      |
| NewsTap                | Нет                  | Нет                  | Нет                  | Нет                  | Да                   | Да        | Нет       |                                                          |

Из серверного программного обеспечения известно:
| Название              | Операционные системы | Операционные системы | Операционные системы | Примечание                                      |
| Название              | Microsoft Windows    | UNIX                 | Mac OS X             | Примечание                                      |
| --------------------- | -------------------- | -------------------- | -------------------- | ----------------------------------------------- |
| en:Apache James       | Да                   | Да                   | Да                   | Написан на Java.                                |
| en:InterNetNews (INN) | Нет                  | Да                   | Нет                  | Самый известный сервер, разрабатываемый en:ISC. |
| en:Leafnode           | Нет                  | Да                   | Нет                  | Прокси-сервер.                                  |
| en:Cyrus IMAP server  | Нет                  | Да                   | Нет                  | E-Mail сервер с расширенной функциональностью.  |

Другие реализации можно попытаться найти в ODP.

## Группы новостей
Большинство групп новостей, распространяемых при помощи NNTP, принадлежит сети Usenet.
В Интернете существуют однако и другие группы новостей: предоставляемые шлюзами других сетей, частные и т. п.